# 日本の歴史公園100選
日本の歴史公園100選（にほんのれきしこうえん100せん）は、「都市公園法施行50周年等記念事業実行委員会」によって選定された公園。

## 概要
1956年（昭和31年）に都市公園法が制定されて50年目を迎えた2006年（平成18年）、国土交通省は「都市公園法施行50周年等記念事業実行委員会」を立ち上げた。委員会はこの年で1966年（昭和41年）に「古都保存法」が制定されて40周年を迎えることに着目し、「日本の歴史公園100選選定事業」を実施した。
「優れた歴史的・文化的資源を有し、地域の活性化に貢献している歴史公園」を選定し、これらの魅力を国の内外に広く伝えるとともに、歴史的・文化的資源の保存・継承・活用、観光振興、活力に満ちた地域社会の実現等に資することを目的とする。
「公園」をテーマにした賞選定は、1989年（平成元年）に国土交通省（当時建設省）の関連団体である日本公園緑地協会が実施した「日本の都市公園100選」以来となる。「日本の都市公園100選」は「公園緑地に対する愛護意識」の涵養を目的とすることから、運動公園・動植物公園などを含む多様な都市公園を選定するために、131,432通の一般公募によって653件のノミネートから選考を始めた。それに対し、「日本の歴史公園100選」は、3つの選定基準・基本方針を示した上で、地方公共団体から候補の推薦を受け付けることとした。推薦は都道府県・市区町村のどちらでもよい。一次選定を受けた文京区の元町公園は、文京区が本郷体育館の移転候補地として解体を計画していたのに反し、「最後の震災復興公園」として保全を求める東京都の意向が強く働いて推薦・選定に至った例である。2006年（平成18年）8月10日より9月8日まで地方公共団体より推薦を受けた195件より、10月27日に112件を選定した。
100とならなかった理由として、選定審査会は城や城趾を中心としたものが多い一方、古代・近代の推薦が少なく、地域的な偏りが大きいことを挙げている。
城址公園が50件近くを占め、大名庭園が多く含まれる（特に四国地方は、10件中城址公園でないものはドイツ村公園と大名庭園の栗林公園のみ）一方、古代遺跡の公園は三内丸山遺跡・吉野ヶ里遺跡以下10件強、近代化遺産の公園は三笠公園・平和記念公園・根室明治公園・田川石炭公園など10件程度に過ぎなかった。第1次選考の段階で、栃木県・埼玉県・和歌山県・熊本県・鹿児島県の公園は1件も選定されなかった。選考委員会はより広範な歴史公園を求めて2次募集に踏み切った。
2007年（平成19年）2月5日に138の公園を追加選定した。鶴ヶ城・熊本城以下、城址公園は再び40件を超える選定を受けたものの、登呂遺跡・加曾利貝塚などの古代遺跡、大通公園・久屋大通公園など公園自体が地域の近現代史を担う事例も多数加わり、バリエーションは豊かになった。また、第1次選定で大量の選定を受けた青森県や広島県などの追加選定が見送られる一方、空白だった5県はすべて最低1件の選定を受けた。このため、合計推薦数は332件、選定された公園の総数は250にのぼる。

### 選定地の特色
- 史跡の敷地を活用している都市公園（五稜郭公園・大阪城公園など城址公園、浜離宮恩賜庭園・相楽園など庭園公園）
- 史跡周辺を広く公園地指定して保護している都市公園（さきたま古墳公園・奈良公園など）
- 従来の状況で保存できなくなった大型遺物を移転展示するために新設された都市公園（三笠公園・石橋記念公園など）
- 敷地内から遺跡が発掘された都市公園（青森県総合運動公園・舞鶴公園など。もっとも、三内丸山遺跡・鴻臚館の存在は戦前から予測されていた）
- 公園地自体は史跡ではないが、史跡に至近で観光拠点となる都市公園（小坂中央公園・甘楽総合公園など）
- 公園そのものが地域文化を醸成し、近現代史にかかわる都市公園（日比谷公園・平和記念公園など）
- 建造物・遺物は存在しないが、文学・芸術の舞台として継承されてきた風致的都市公園（浜寺公園・和歌公園・西海子公園・万葉公園など）
- 自然状態が保全され、自然公園にも組み込まれている風致的都市公園（天橋立公園・箕面公園など）
- 都市公園の指定は受けていないが、皇室御苑であった歴史的背景から選定対象となった国民公園（新宿御苑のみ）
- 都市公園の指定は受けていないが、保存・展示施設として広場や緑地、通路が完備されている史跡（下宅部遺跡はっけんのもり・岡城跡など）
- 都市公園の指定は受けていないが、周辺の史跡・伝承に深く関与している自然公園内の広場（鳥見山公園など）

選定に当たっては、史跡の重要度は問わず、公園施設の充実度を基準としているため、著名な史跡であっても、都市公園ではない大森貝塚庭園・板付遺跡公園・犬山城・皇居外苑など、推薦見送りや落選によって選定されていない公園は多い。

## 第1次選定公園一覧

### 北海道地方
|   | 名称       | 公園種別     | 位置         | 関連史跡                           |
| - | ---------- | ------------ | ------------ | ---------------------------------- |
| 1 | 函館公園   | 市立総合公園 | 北海道函館市 | 函館公園                           |
| 2 | 五稜郭公園 | 市立歴史公園 | 北海道函館市 | 五稜郭                             |
| 3 | 春採公園   | 市立総合公園 | 北海道釧路市 | 春採台地竪穴群・鶴ヶ岱チャランケ砦 |
| 4 | 明治公園   | 市立総合公園 | 北海道根室市 | 根室牧畜場                         |

### 東北地方
|    | 名称                           | 公園種別     | 位置             | 関連史跡                       |
| -- | ------------------------------ | ------------ | ---------------- | ------------------------------ |
| 5  | 青森県総合運動公園（遺跡区域） | 県立広域公園 | 青森県青森市     | 三内丸山遺跡                   |
| 6  | 合浦公園                       | 市立総合公園 | 青森県青森市     | 三譽の松ほか奥州街道松並木     |
| 7  | 鷹揚公園                       | 市立総合公園 | 青森県弘前市     | 弘前城                         |
| 8  | 城山公園                       | 町立総合公園 | 青森県三戸町     | 三戸城                         |
| 9  | 岩手公園                       | 市立総合公園 | 岩手県盛岡市     | 盛岡城                         |
| 10 | 高田松原公園                   | 市立総合公園 | 岩手県陸前高田市 | 高田松原                       |
| 11 | 青葉山公園                     | 市立総合公園 | 宮城県仙台市     | 仙台城                         |
| 12 | 千秋公園                       | 市立総合公園 | 秋田県秋田市     | 久保田城                       |
| 13 | 中央公園                       | 町立地区公園 | 秋田県小坂町     | 明治百年通りの小坂鉱山関連施設 |
| 14 | 霞城公園                       | 市立総合公園 | 山形県山形市     | 山形城                         |
| 15 | 南湖公園                       | 市立風致公園 | 福島県白河市     | 南湖                           |

### 関東地方
|    | 名称                     | 公園種別           | 位置             | 関連史跡                         |
| -- | ------------------------ | ------------------ | ---------------- | -------------------------------- |
| 16 | 偕楽園                   | 県立広域公園       | 茨城県水戸市     | 偕楽園                           |
| 17 | 大室公園                 | 市立総合公園       | 群馬県前橋市     | 大室古墳群                       |
| 18 | 甘楽総合公園             | 町立総合公園       | 群馬県甘楽町     | 楽山園ほか小幡城下町             |
| 19 | 諏訪尾余緑地             | 市立都市緑地       | 千葉県佐倉市     | 旧堀田邸                         |
| 19 | 及び鏑木緑地保全地区     | 県特別緑地保全地区 | 千葉県佐倉市     | 旧堀田邸                         |
| 20 | 横利根閘門ふれあい公園   |                    | 千葉県香取市     | 横利根閘門                       |
| 21 | 日比谷公園               | 都立総合公園       | 東京都千代田区   | 日比谷公園                       |
| 22 | 浜離宮恩賜庭園           | 都立歴史公園       | 東京都中央区     | 浜離宮恩賜庭園                   |
| 23 | 旧古河庭園               | 都立歴史公園       | 東京都北区       | 旧古河庭園                       |
| 24 | 元町公園                 | 区立街区公園       | 東京都文京区     | 元町公園                         |
| 25 | 小石川後楽園             | 都立総合公園       | 東京都文京区     | 小石川後楽園                     |
| 26 | 六義園                   | 都立歴史公園       | 東京都文京区     | 六義園                           |
| 27 | 上野恩賜公園             | 都立歴史公園       | 東京都台東区     | 寛永寺・園内の各種博物館、美術館 |
| 28 | 旧岩崎邸庭園             | 都立歴史公園       | 東京都台東区     | 旧岩崎邸庭園                     |
| 29 | 旧安田庭園               | 区立歴史公園       | 東京都墨田区     | 旧安田庭園                       |
| 30 | 下宅部遺跡はっけんのもり |                    | 東京都東村山市   | 下宅部遺跡                       |
| 31 | 三笠公園                 | 市立歴史公園       | 神奈川県横須賀市 | 戦艦「三笠」                     |
| 32 | 鎌倉海浜公園稲村ガ崎地区 | 市立総合公園       | 神奈川県鎌倉市   | 新田義貞徒渉伝説の地             |
| 33 | 小田原城址公園           | 市立総合公園       | 神奈川県小田原市 | 小田原城                         |
| 34 | 恩賜箱根公園             | 県立風致公園       | 神奈川県箱根町   | 函根離宮跡                       |

### 中部地方
|    | 名称                 | 公園種別     | 位置           | 関連史跡                     |
| -- | -------------------- | ------------ | -------------- | ---------------------------- |
| 35 | 新発田城址公園       | 市立地区公園 | 新潟県新発田市 | 新発田城                     |
| 36 | 斐太史跡公園         |              | 新潟県妙高市   | 斐太遺跡群                   |
| 37 | 高田城址公園         | 市立総合公園 | 新潟県上越市   | 高田城                       |
| 38 | 富岩運河             |              | 富山県富山市   | 富岩運河関連施設             |
| 38 | 及び富岩運河環水公園 | 県立総合公園 | 富山県富山市   | 富岩運河関連施設             |
| 39 | 高岡古城公園         | 市立総合公園 | 富山県高岡市   | 高岡城                       |
| 38 | 兼六園               | 県立歴史公園 | 石川県金沢市   | 兼六園                       |
| 38 | 及び金沢城公園       | 県立総合公園 | 石川県金沢市   | 金沢城                       |
| 41 | 卯辰山公園           | 市立総合公園 | 石川県金沢市   | 春日窯・金沢出身の文豪文学碑 |
| 42 | 安宅公園             | 市立歴史公園 | 石川県小松市   | 安宅の関                     |
| 43 | 岡津製塩遺跡         |              | 福井県小浜市   | 岡津製塩遺跡                 |
| 44 | 養浩館庭園           |              | 福井県福井市   | 養浩館庭園                   |
| 45 | 亀山公園             | 市立風致公園 | 福井県大野市   | 大野城                       |
| 46 | 西山公園             | 市立総合公園 | 福井県鯖江市   | 嚮陽渓                       |
| 47 | 霞ヶ城公園           | 市立地区公園 | 福井県坂井市   | 丸岡城                       |
| 48 | 万力公園             | 市立総合公園 | 山梨県山梨市   | 万力林                       |
| 49 | 松本城公園           | 市立総合公園 | 長野県松本市   | 松本城                       |
| 50 | 上田城跡公園         | 市立総合公園 | 長野県上田市   | 上田城                       |
| 51 | 岐阜公園             | 市立総合公園 | 岐阜県岐阜市   | 岐阜城・板垣退助関連史跡     |
| 52 | 城山公園             | 市立総合公園 | 岐阜県高山市   | 高山城                       |
| 53 | 旗本徳山陣屋公園     |              | 岐阜県各務原市 | 更木陣屋                     |
| 54 | 沼津御用邸記念公園   | 市立総合公園 | 静岡県沼津市   | 沼津御用邸                   |
| 55 | 楽寿園               | 市立総合公園 | 静岡県三島市   | 楽寿園                       |
| 56 | 秩父宮記念公園       | 市立総合公園 | 静岡県御殿場市 | 秩父宮家別邸                 |
| 57 | 鶴舞公園             | 市立総合公園 | 愛知県名古屋市 | 鶴舞公園                     |
| 58 | 名城公園             | 市立総合公園 | 愛知県名古屋市 | 名古屋城                     |
| 59 | 岡崎公園             | 市立歴史公園 | 愛知県岡崎市   | 岡崎城                       |

### 近畿地方
|    | 名称             | 公園種別     | 位置               | 関連史跡           |
| -- | ---------------- | ------------ | ------------------ | ------------------ |
| 60 | 松阪公園         | 市立総合公園 | 三重県松阪市       | 松阪城             |
| 61 | 金亀公園         | 市立総合公園 | 滋賀県彦根市       | 彦根城             |
| 62 | 岡崎公園         | 市立総合公園 | 京都府京都市       | 平安神宮           |
| 63 | 福知山城公園     | 市立歴史公園 | 京都府福知山市     | 福知山城           |
| 64 | 大阪城公園       | 市立総合公園 | 大阪府大阪市       | 大阪城             |
| 65 | 加賀屋緑地       | 市立都市緑地 | 大阪府大阪市       | 加賀屋新田         |
| 66 | 大仙公園         | 市立総合公園 | 大阪府堺市         | 百舌鳥古墳群       |
| 67 | 浜寺公園         | 府立広域公園 | 大阪府堺市、高石市 | 紀州街道松並木     |
| 68 | 百済寺跡公園     | 市立歴史公園 | 大阪府枚方市       | 百済寺             |
| 69 | 箕面公園         | 府立広域公園 | 大阪府箕面市       | 箕面滝・勝尾寺など |
| 70 | 東遊園地         | 市立地区公園 | 兵庫県神戸市       | 神戸旧居留地       |
| 71 | 相楽園           | 市立風致公園 | 兵庫県神戸市       | 相楽園             |
| 72 | 再度公園         | 市立特殊公園 | 兵庫県神戸市       | 大龍寺・外人墓地   |
| 73 | 姫路公園         | 市立総合公園 | 兵庫県姫路市       | 姫路城             |
| 74 | 明石公園         | 県立広域公園 | 兵庫県明石市       | 明石城             |
| 75 | 赤穂城址公園     | 市立総合公園 | 兵庫県赤穂市       | 赤穂城             |
| 76 | 国営飛鳥歴史公園 | ロ号国営公園 | 奈良県明日香村     | 飛鳥時代の史跡群   |

### 中国地方
|    | 名称                   | 公園種別     | 位置           | 関連史跡                 |
| -- | ---------------------- | ------------ | -------------- | ------------------------ |
| 77 | 伯耆国分寺跡           |              | 鳥取県倉吉市   | 伯耆国分寺跡             |
| 77 | ・法華寺畑遺跡歴史公園 |              | 鳥取県倉吉市   | 法華寺畑遺跡             |
| 78 | 城山公園               | 市立歴史公園 | 島根県松江市   | 松江城                   |
| 79 | 後楽園                 | 県立歴史公園 | 岡山県岡山市   | 後楽園                   |
| 79 | 及び烏城公園           | 市立歴史公園 | 岡山県岡山市   | 岡山城                   |
| 80 | 鶴山公園               | 市立歴史公園 | 岡山県津山市   | 津山城                   |
| 81 | かもがた町家公園       | 市立歴史公園 | 岡山県浅口市   | 旧鴨方往来の古民家群     |
| 82 | 縮景園                 | 県立特殊公園 | 広島県広島市   | 縮景園                   |
| 83 | 中央公園               | 市立総合公園 | 広島県広島市   | 広島城                   |
| 84 | 平和記念公園           | 市立総合公園 | 広島県広島市   | 平和記念公園・原爆ドーム |
| 85 | 入船山公園             | 市立地区公園 | 広島県呉市     | 入船山記念館             |
| 86 | 三ツ城公園             | 市立近隣公園 | 広島県東広島市 | 三ツ城古墳               |
| 87 | 香山公園               | 市立特殊公園 | 山口県山口市   | 瑠璃光寺                 |
| 88 | 指月公園               | 市立総合公園 | 山口県萩市     | 萩城                     |
| 89 | 吉香公園               | 市立総合公園 | 山口県岩国市   | 吉香神社                 |
| 90 | 伊藤公記念公園         | 市立歴史公園 | 山口県光市     | 伊藤博文生家・邸宅       |

### 四国地方
|     | 名称         | 公園種別     | 位置           | 関連史跡       |
| --- | ------------ | ------------ | -------------- | -------------- |
| 91  | 徳島中央公園 | 市立総合公園 | 徳島県徳島市   | 徳島城         |
| 92  | ドイツ村公園 | 市立総合公園 | 徳島県鳴門市   | 板東俘虜収容所 |
| 93  | 玉藻公園     | 市立歴史公園 | 香川県高松市   | 高松城         |
| 94  | 栗林公園     | 県立歴史公園 | 香川県高松市   | 栗林荘         |
| 95  | 亀山公園     | 市立歴史公園 | 香川県丸亀市   | 丸亀城         |
| 96  | 城山公園     | 市立総合公園 | 愛媛県松山市   | 松山城         |
| 97  | 吹揚公園     | 市立歴史公園 | 愛媛県今治市   | 今治城         |
| 98  | 城山公園     | 市立地区公園 | 愛媛県大洲市   | 大洲城         |
| 99  | 高知公園     | 県立歴史公園 | 高知県高知市   | 高知城         |
| 100 | 為松公園     | 市立風致公園 | 高知県四万十市 | 中村城         |

### 九州・沖縄地方
|     | 名称                           | 公園種別     | 位置                     | 関連史跡         |
| --- | ------------------------------ | ------------ | ------------------------ | ---------------- |
| 101 | 石炭記念公園                   | 市立地区公園 | 福岡県田川市             | 三井田川炭鉱     |
| 102 | 佐賀城公園                     | 県立総合公園 | 佐賀県佐賀市             | 佐賀城           |
| 103 | 小城公園                       | 市立地区公園 | 佐賀県小城市             | 桜岡・自楽園ほか |
| 104 | 吉野ヶ里歴史公園               | ロ号国営公園 | 佐賀県神埼市、吉野ヶ里町 | 吉野ヶ里遺跡     |
| 105 | 上山公園                       | 市立総合公園 | 長崎県諫早市             | 諫早城           |
| 106 | 別府公園                       | 市立総合公園 | 大分県別府市             | 別府公園         |
| 107 | 岡城跡                         |              | 大分県竹田市             | 岡城             |
| 108 | 三島公園                       | 町立総合公園 | 大分県玖珠町             | 森陣屋           |
| 109 | 城山公園                       | 市立特殊公園 | 宮崎県延岡市             | 延岡城           |
| 110 | 特別史跡公園 西都原古墳群      | 県立歴史公園 | 宮崎県西都市             | 西都原古墳群     |
| 111 | 国営沖縄記念公園（首里城地区） | ロ号国営公園 | 沖縄県那覇市             | 首里城           |
| 111 | 及び首里城公園                 | 県立総合公園 | 沖縄県那覇市             | 首里城           |
| 112 | 座喜味城跡公園                 | 村立総合公園 | 沖縄県読谷村             | 座喜味城         |

## 第2次選定公園一覧

### 北海道地方
|   | 名称                 | 公園種別     | 位置         | 関連史跡                 |
| - | -------------------- | ------------ | ------------ | ------------------------ |
| 1 | 大通公園             | 市立特殊公園 | 北海道札幌市 | 大通公園と周辺の近代建築 |
| 2 | 中島公園             | 市立総合公園 | 北海道札幌市 | 中島公園                 |
| 3 | 見晴公園             | 市立総合公園 | 北海道函館市 | 香雪園                   |
| 4 | 元町公園             | 市立近隣公園 | 北海道函館市 | 函館西部地区の町並み     |
| 5 | 函館山緑地           | 市立都市緑地 | 北海道函館市 | 津軽要塞                 |
| 6 | 緑ヶ丘公園           | 市立総合公園 | 北海道帯広市 | 十勝監獄                 |
| 7 | 戸切地陣屋跡史跡公園 | 市立歴史公園 | 北海道北斗市 | 戸切地陣屋               |
| 8 | 松前公園             | 町立地区公園 | 北海道松前町 | 松前城                   |

### 東北地方
|    | 名称                         | 公園種別     | 位置             | 関連史跡     |
| -- | ---------------------------- | ------------ | ---------------- | ------------ |
| 9  | 西公園                       | 市立総合公園 | 宮城県仙台市     | 仙台城城下町 |
| 9  | ・定禅寺通緑地               | 市立都市緑地 | 宮城県仙台市     | 仙台城城下町 |
| 9  | ・勾当台公園                 | 市立近隣公園 | 宮城県仙台市     | 仙台城城下町 |
| 10 | 益岡公園                     | 市立総合公園 | 宮城県白石市     | 白石城       |
| 11 | 高清水公園（秋田城史跡公園） | 市立歴史公園 | 秋田県秋田市     | 秋田城       |
| 12 | 横手公園                     | 市立総合公園 | 秋田県横手市     | 横手城       |
| 13 | 本荘公園                     | 市立総合公園 | 秋田県由利本荘市 | 本荘城       |
| 14 | 鶴岡公園                     | 市立総合公園 | 山形県鶴岡市     | 鶴ヶ岡城     |
| 15 | 日和山公園                   | 市立近隣公園 | 山形県酒田市     | 酒田港       |
| 16 | 鶴ヶ城公園                   | 市立総合公園 | 福島県会津若松市 | 若松城       |
| 17 | 開成山公園                   | 市立総合公園 | 福島県郡山市     | 開成山開拓地 |
| 18 | 麓山公園                     | 市立近隣公園 | 福島県郡山市     | 共楽園       |
| 19 | 城山公園                     | 市立総合公園 | 福島県白河市     | 白河小峰城   |
| 20 | 馬陵公園                     | 市立総合公園 | 福島県相馬市     | 相馬中村城   |
| 21 | 霞ヶ城公園                   | 県立総合公園 | 福島県二本松市   | 二本松城     |

### 関東地方
|    | 名称                               | 公園種別       | 位置                 | 関連史跡               |
| -- | ---------------------------------- | -------------- | -------------------- | ---------------------- |
| 22 | 弘道館公園                         | 県立歴史公園   | 茨城県水戸市         | 弘道館                 |
| 23 | 宇都宮城址公園                     | 市立地区公園   | 栃木県宇都宮市       | 宇都宮城               |
| 24 | 栃木県日光田母沢御用邸記念公園     | 市立歴史公園   | 栃木県日光市         | 田母沢御用邸           |
| 25 | 上毛野はにわの里公園               | 市立歴史公園   | 群馬県高崎市         | 保渡田古墳群           |
| 26 | 西山公園                           | 市立風致公園   | 群馬県太田市         | 新田金山城             |
| 27 | 沼田公園                           | 市立総合公園   | 群馬県沼田市         | 沼田城                 |
| 28 | つつじが岡公園                     | 市立総合公園   | 群馬県館林市         | 館林城                 |
| 29 | 矢瀬親水公園                       | 町立特殊公園   | 群馬県みなかみ町     | 矢瀬遺跡               |
| 30 | 見沼通船堀公園                     | 市立総合公園   | 埼玉県さいたま市     | 見沼通船堀             |
| 31 | さきたま古墳公園                   | 県立広域公園   | 埼玉県行田市         | 埼玉古墳群             |
| 32 | 水子貝塚公園                       | 市立歴史公園   | 埼玉県富士見市       | 水子貝塚               |
| 33 | 鉢形城公園                         | 町立特殊公園   | 埼玉県寄居町         | 鉢形城                 |
| 34 | 加曽利貝塚公園                     | 市立歴史公園   | 千葉県千葉市         | 加曽利貝塚             |
| 35 | 城山公園                           | 市立総合公園   | 千葉県館山市         | 館山城                 |
| 36 | 戸定が丘歴史公園                   | 市立歴史公園   | 千葉県松戸市         | 戸定邸                 |
| 37 | 三里塚記念公園                     | 市立地区公園   | 千葉県成田市         | 宮内庁下総御料牧場     |
| 38 | 佐倉城址公園                       | 市立歴史公園   | 千葉県佐倉市         | 佐倉城                 |
| 39 | 中央区立十思公園                   | 区立街区公園   | 東京都中央区         | 伝馬町牢屋敷           |
| 40 | 北区立飛鳥山公園                   | 区立風致公園   | 東京都北区           | 飛鳥山公園             |
| 41 | 新宿御苑                           | 環境省国民公園 | 東京都新宿区・渋谷区 | 新宿植物御苑           |
| 42 | 甘泉園公園                         | 区立歴史公園   | 東京都新宿区         | 甘泉園                 |
| 43 | 新江戸川公園                       |                | 東京都文京区         | 肥後細川庭園           |
| 44 | 町田市立薬師池公園                 | 市立風致公園   | 東京都町田市         | 薬師池                 |
| 45 | 国分寺市立歴史公園                 | 市立歴史公園   | 東京都国分寺市       | 武蔵国分寺跡           |
| 46 | 横浜公園                           | 市立総合公園   | 神奈川県横浜市       | 港崎遊郭               |
| 47 | 元町公園、                         | 市立近隣公園   | 神奈川県横浜市       | 山手の洋館街           |
| 47 | 港の見える丘公園、                 | 市立風致公園   | 神奈川県横浜市       | 山手の洋館街           |
| 47 | 山手イタリア山庭園、               | 市立近隣公園   | 神奈川県横浜市       | 山手の洋館街           |
| 47 | 山手公園                           | 市立近隣公園   | 神奈川県横浜市       | 山手の洋館街           |
| 48 | 根岸森林公園                       | 市立総合公園   | 神奈川県横浜市       | 横浜競馬場             |
| 49 | 山下公園                           | 市立風致公園   | 神奈川県横浜市       | 山下公園               |
| 50 | 大塚歳勝土公園                     | 市立歴史公園   | 神奈川県横浜市       | 大塚・歳勝土遺跡       |
| 51 | ペリー公園                         | 市立歴史公園   | 神奈川県横須賀市     | ペリー上陸記念碑       |
| 52 | 旧華頂宮邸庭園                     |                | 神奈川県鎌倉市       | 旧華頂宮邸             |
| 53 | 石垣山一夜城歴史公園               | 市立歴史公園   | 神奈川県小田原市     | 石垣山城               |
| 54 | 西海子公園                         | 市立街区公園   | 神奈川県小田原市     | 西海子小路             |
| 55 | 小田原市郷土文化館松永記念館の庭園 |                | 神奈川県小田原市     | 松永記念館             |
| 56 | 秦野市立桜土手古墳公園             | 市立歴史公園   | 神奈川県秦野市       | 桜土手古墳群           |
| 57 | 大磯城山公園                       | 県立風致公園   | 神奈川県大磯町       | 三井財閥別邸・吉田茂邸 |
| 58 | 湯河原万葉公園                     | 町立近隣公園   | 神奈川県湯河原町     | 万葉公園の文学碑群     |

### 中部地方
|    | 名称                            | 公園種別     | 位置           | 関連史跡                         |
| -- | ------------------------------- | ------------ | -------------- | -------------------------------- |
| 59 | 白山公園                        | 市立地区公園 | 新潟県新潟市   | 白山公園                         |
| 60 | 奉先堂公園                      | 市立歴史公園 | 新潟県新発田市 | 五十公野御茶屋                   |
| 61 | 瓢湖水きん公園                  | 市立特殊公園 | 新潟県阿賀野市 | 瓢湖                             |
| 62 | 北の庄城址公園                  | 市立歴史公園 | 福井県福井市   | 福井城                           |
| 63 | 金ケ崎公園                      | 市立総合公園 | 福井県敦賀市   | 金ヶ崎城                         |
| 64 | 曽根丘陵公園                    | 県立広域公園 | 山梨県甲府市   | 甲斐銚子塚古墳・丸山塚古墳       |
| 65 | 舞鶴城公園                      | 県立風致公園 | 山梨県甲府市   | 甲府城                           |
| 66 | 信玄堤公園                      | 市立近隣公園 | 山梨県甲斐市   | 信玄堤                           |
| 67 | 松代城公園                      | 市立地区公園 | 長野県長野市   | 松代城                           |
| 68 | 小諸公園 小諸城址 懐古園        | 市立総合公園 | 長野県小諸市   | 小諸城                           |
| 69 | 高遠城址公園                    | 市立地区公園 | 長野県伊那市   | 高遠城                           |
| 70 | 大垣公園                        | 市立地区公園 | 岐阜県大垣市   | 大垣城                           |
| 71 | 美濃国分寺緑地                  | 市立歴史公園 | 岐阜県大垣市   | 美濃国分寺                       |
| 72 | 風土記の丘史跡公園 古代集落の里 | 市立歴史公園 | 岐阜県高山市   | 赤保木遺跡                       |
| 73 | 国営木曽三川公園                | イ号国営公園 |                | 宝暦治水・木曽三川分流工事の遺構 |
| 73 | （木曽三川公園センター）        | イ号国営公園 | 岐阜県海津市   | 宝暦治水・木曽三川分流工事の遺構 |
| 73 | （三派川地区センター）          | イ号国営公園 | 愛知県一宮市   | 宝暦治水・木曽三川分流工事の遺構 |
| 74 | 駿府城公園                      | 市立総合公園 | 静岡県静岡市   | 駿府城                           |
| 75 | 登呂公園                        | 市立歴史公園 | 静岡県静岡市   | 登呂遺跡                         |
| 76 | 徳川園                          | 市立地区公園 | 愛知県名古屋市 | 徳川園                           |
| 77 | 久屋大通公園                    | 市立特殊公園 | 愛知県名古屋市 | 久屋大通公園                     |
| 78 | 豊橋公園                        | 市立総合公園 | 愛知県豊橋市   | 吉田城                           |
| 79 | 二子山公園                      | 市立地区公園 | 愛知県春日井市 | 味美古墳群                       |
| 80 | 天王川公園                      | 市立総合公園 | 愛知県津島市   | 津島湊                           |
| 81 | 青塚古墳史跡公園                |              | 愛知県犬山市   | 青塚古墳                         |
| 82 | 古戦場公園                      | 市立特殊公園 | 愛知県長久手市 | 小牧・長久手の戦い古戦場         |

### 近畿地方
|     | 名称                           | 公園種別     | 位置                 | 関連史跡             |
| --- | ------------------------------ | ------------ | -------------------- | -------------------- |
| 83  | 九華公園                       | 市立地区公園 | 三重県桑名市         | 桑名城               |
| 84  | 柳が崎湖畔公園                 | 市立総合公園 | 滋賀県大津市         | びわ湖大津館         |
| 85  | 膳所城跡公園                   | 市立近隣公園 | 滋賀県大津市         | 膳所城               |
| 86  | 豊公園                         | 市立総合公園 | 滋賀県長浜市         | 長浜城               |
| 87  | 天橋立公園                     | 府立風致公園 | 京都府宮津市         | 天橋立               |
| 88  | 大極殿公園                     | 市立街区公園 | 京都府向日市         | 長岡京長岡宮         |
| 89  | 勝竜寺城公園                   | 市立近隣公園 | 京都府長岡京市       | 勝竜寺城             |
| 90  | 毛馬桜之宮公園（藤田邸跡公園） | 市立総合公園 | 大阪府大阪市         | 藤田邸・藤田美術館   |
| 91  | 住吉公園                       | 府立広域公園 | 大阪府大阪市         | 住吉大社境内         |
| 92  | 服部緑地                       | 府立広域公園 | 大阪府豊中市         | 服部緑地             |
| 93  | 五月山緑地                     | 市立総合公園 | 大阪府池田市         | 池田城               |
| 94  | 山田池公園                     | 府立広域公園 | 大阪府枚方市         | 山田池               |
| 95  | 長野公園                       | 府立広域公園 | 大阪府河内長野市     | 長野遊園             |
| 96  | 狭山池公園                     | 市立総合公園 | 大阪府大阪狭山市     | 狭山池               |
| 97  | 須磨浦公園                     | 市立総合公園 | 兵庫県神戸市         | 須磨浦公園           |
| 98  | 瑞宝寺公園                     | 市立風致公園 | 兵庫県神戸市         | 瑞宝寺               |
| 99  | 舞子公園                       | 県立風致公園 | 兵庫県神戸市         | 舞子公園             |
| 100 | 田能遺跡（田能資料館）         |              | 兵庫県尼崎市         | 田能遺跡             |
| 101 | 夙川河川敷緑地（夙川公園）     |              | 兵庫県西宮市         | 夙川公園             |
| 102 | 奈良公園                       | 県立広域公園 | 奈良県奈良市         | 奈良公園内の古寺社殿 |
| 103 | 宇陀市榛原鳥見山公園           |              | 奈良県宇陀市         | 鳥見山               |
| 104 | 馬見丘陵公園                   | 県立広域公園 | 奈良県広陵町・河合町 | 馬見古墳群           |
| 105 | 和歌公園                       | 県立風致公園 | 和歌山県和歌山市     | 片男波               |

### 中国地方
|     | 名称                         | 公園種別     | 位置         | 関連史跡                       |
| --- | ---------------------------- | ------------ | ------------ | ------------------------------ |
| 106 | 田和山史跡公園               |              | 島根県松江市 | 田和山遺跡                     |
| 107 | 出雲玉作史跡公園             | 市立歴史公園 | 島根県松江市 | 出雲玉作跡                     |
| 108 | 高松城址公園                 | 市立歴史公園 | 岡山県岡山市 | 備中高松城                     |
| 109 | 吉備真備公園                 |              | 岡山県矢掛町 | 吉備真備居館                   |
| 110 | 綾羅木郷遺跡公園             | 市立歴史公園 | 山口県下関市 | 綾羅木郷遺跡                   |
| 111 | 渡辺翁記念公園               | 市立近隣公園 | 山口県宇部市 | 渡辺翁記念会館ほか             |
| 112 | 防府市三田尻塩田記念産業公園 |              | 山口県防府市 | 三田尻塩田旧越中屋釜屋煙突など |
| 113 | 茶臼山古墳歴史の広場         |              | 山口県柳井市 | 柳井茶臼山古墳                 |

### 四国地方
|     | 名称     | 公園種別     | 位置           | 関連史跡       |
| --- | -------- | ------------ | -------------- | -------------- |
| 114 | 琴弾公園 | 県立風致公園 | 香川県観音寺市 | 銭形砂絵       |
| 115 | 道後公園 | 県立総合公園 | 愛媛県松山市   | 湯築城         |
| 116 | 城山公園 | 市立歴史公園 | 愛媛県宇和島市 | 宇和島城       |
| 117 | 桂浜公園 | 市立風致公園 | 高知県高知市   | 坂本龍馬像ほか |

### 九州・沖縄地方
|     | 名称                   | 公園種別     | 位置                 | 関連史跡             |
| --- | ---------------------- | ------------ | -------------------- | -------------------- |
| 118 | 櫓山荘公園             | 市立風致公園 | 福岡県北九州市       | 櫓山荘               |
| 119 | 勝山公園               | 市立総合公園 | 福岡県北九州市       | 小倉城               |
| 120 | 舞鶴公園               | 市立総合公園 | 福岡県福岡市         | 鴻臚館・福岡城       |
| 121 | 友泉亭公園             |              | 福岡県福岡市         | 友泉亭               |
| 122 | 大濠公園               | 県立総合公園 | 福岡県福岡市         | 福岡城               |
| 123 | 宮浦石炭記念公園       | 市立歴史公園 | 福岡県大牟田市       | 三井三池炭鉱宮浦坑   |
| 124 | 平原歴史公園           | 市立街区公園 | 福岡県糸島市         | 平原遺跡             |
| 125 | 平塚川添遺跡公園       |              | 福岡県朝倉市         | 平塚川添遺跡         |
| 126 | 石井樋公園             |              | 佐賀県佐賀市         | 石井樋               |
| 127 | 佐野記念公園           | 市立地区公園 | 佐賀県佐賀市         | 三重津海軍所         |
| 128 | 旭ヶ岡公園             | 市立近隣公園 | 佐賀県鹿島市         | 肥前鹿島城           |
| 129 | 島原城跡公園           | 市立特殊公園 | 長崎県島原市         | 島原城               |
| 130 | 大村公園               | 市立総合公園 | 長崎県大村市         | 玖島城               |
| 131 | 熊本城公園             | 市立総合公園 | 熊本県熊本市         | 熊本城               |
| 132 | 歴史公園鞠智城         |              | 熊本県山鹿市・菊池市 | 鞠智城               |
| 133 | 臼杵公園               | 市立総合公園 | 大分県臼杵市         | 臼杵城               |
| 134 | 蓮ヶ池史跡公園         | 市立歴史公園 | 宮崎県宮崎市         | 蓮ヶ池古墳群         |
| 135 | 石橋記念公園           | 県立歴史公園 | 鹿児島県鹿児島市     | 甲突川五石橋         |
| 136 | 鹿児島県上野原縄文の森 |              | 鹿児島県霧島市       | 上野原遺跡           |
| 137 | 識名公園               | 市立総合公園 | 沖縄県那覇市         | 識名園               |
| 138 | 浦添大公園             | 県立総合公園 | 沖縄県浦添市         | 浦添ようどれ・浦添城 |